# Vapor Yporá
El vapor Yporá fue un buque de la Armada del Paraguay que combatió en la Guerra de la Triple Alianza, el primero con propulsión a vapor construido en ese país.

## Historia
El vapor Yporá (o Iporá) fue construido en los astilleros de San Gerónimo, Asunción del Paraguay, bajo la dirección del ingeniero británico Thomas N. Smith y del constructor Whytehead. Destinado al tráfico fluvial entre Asunción y la ciudad de Buenos Aires, fue botado el 2 de julio de 1856 durante el gobierno de Carlos Antonio López.
Con casco de madera, contaba con 18 camarotes y tenía 226 toneladas de desplazamiento, una eslora total de aproximadamente 30 metros, manga de 7.5 m, puntal de 2.5 y un calado de 1.50 m. Una Máquina de vapor de 70 HP con caldera en popa impulsaba dos ruedas laterales.
El 10 y 11 de octubre de 1856 realizó satisfactoriamente sus primeros viajes de prueba arribando a la primera Villa Occidental por lo que al mando del capitán George Francis Morice, y llevando como oficiales al subteniente Ezequiel Robles y al alférez José Eduvigis Benítez (una tripulación total de 30 paraguayos, tres ingleses y un italiano), realizó su viaje de servicio inaugural a Buenos Aires el 11 de noviembre de 1856, regresando a Asunción el 31 de diciembre del mismo año.
En carta del 15 de enero de 1857 dirigida a Juan y Alfredo Blyth, en Limehouse, Inglaterra, Francisco Solano López escribe: "La última correspondencia de Europa, ha sido traída por el Yporá que como anuncié a Uds.en mi última, hacía su primer viaje, este ha sido excelente como el Capitán Morice les habrá escrito y yo tengo una ocasión más para felicitarles por la parte muy principal que tienen en todos estos negocios".
El mensaje presidencial de 1857 afirmaba: "El vapor Yporá de 226 toneladas con fuerza de 70 caballos se ha construido en este puerto con todas las condiciones que exigen los ríos Paraná y Paraguay, por donde ha de navegar en cualquier estado en que se hallen sus aguas: fue bendecido con la denominación de Yporá y lanzado al agua el 2 de julio último. Ha hecho tres viajes a Buenos Aires, llamando la atención su hermosura y velocidad. El Yporá es obra de paraguayos, bajo la dirección única del inglés constructor Mr.Thomas N.Smith".
Durante el año 1857 efectuó en total 12 viajes al mando sucesivo del teniente Andrés Velilla y del alférez Remigio Cabral. En agosto de ese año desencalló junto al Tacuarí al Río Negro, varado en las cercanías de Paraná (Argentina). Durante 1858 efectuó sólo 6 viajes ya que en agosto pasó a reparaciones. En abril de 1859 se reintegró al servicio efectuando 5 viajes y otros 11 en 1860 nuevamente al mando de Velilla.
En 1861 efectuó 5 viajes permaneciendo inactivo entre marzo y mediados de octubre para reparaciones y reformas. En 1862 operó normalmente en la carrera Asunción-Buenos Aires efectuando 11 viajes, pero finalizado ese año fue afectado a tareas logísticas al servicio de las fuerzas armadas paraguayas en las posiciones del litoral fluvial especialmente en el transporte de tropas y pertrechos destinados a Humaitá.
En 1864, tras realizar 50 viajes al Río de la Plata y en vísperas del estallido de la Guerra del Paraguay el Yporá pasó a los arsenales de Asunción para ser sometido a reparaciones generales y alistado en guerra.
El informe del ministro de Guerra y Marina coronel Venancio López Carrillo al mariscal Francisco Solano López del 14 de noviembre de 1864 indicaba que "Los buques disponibles que están en el puerto son: “Salto del Guairá”, “Tacuarí” y el “Río Apa”. El “Ygurey” estará listo para el día 19 o el 20 del corriente, el “Ypora” para fines de este mes, no fijamente pero también podría estar antes. De combustible están atrasados, los que más tienen son el “Tacuarí” 40 toneladas, “Ygurey” 35 toneladas, “Ypora” 16 toneladas y el “Río Blanco” 30 toneladas." El día siguiente Venancio López Carrillo informaba que "El “Ypora”, como anuncié a V. E. en el día de ayer, quedará listo para fin de mes y cuando quiera ordenar se le prepara la artillería que se debe montar."
Tras montarse 4 cañones distribuidos en ambas bandas y una coliza giratoria en la proa el Yporá el 9 de diciembre se integró a la flota destinada a operar en el alto Paraguay contra el territorio brasileño de Mato Grosso.

### Campaña del Mato Grosso
El 14 de diciembre de 1864 una escuadrilla compuesta por los vapores Tacuarí (insignia), Paraguarí, Río Blanco, Ygurey e Ypora, el patacho Rosario, y las goletas Independencia y Aquidabán partió de Asunción iniciando la invasión del Mato Grosso.
La escuadra arribó a Concepción el día 16 de diciembre y tras volver a zarpar el 20 fondeó al sur del Fuerte de Coímbra el 26 de diciembre. El 27 de diciembre la escuadra bombardeó el fuerte y a los buques imperiales Anhambay, Jaurú, y Jacobina, que permanecían en un recodo del Río Paraguay al amparo del fuerte. Aprovechando la noche del 28 de diciembre los defensores y la población local abandonaron la posición embarcando en los buques (el Anhambay remolcando al Jacobina y al Jaurú los evacuó río arriba), siendo ocupada al siguiente día por las fuerzas paraguayas.
El Yporá y el Río Apa fueron destacados en persecución de los buques brasileros. Al alcanzar al Anhambay, el Yporá recibió varias descargas de la coliza de popa del buque imperial, una de las cuales mató al alférez José Eduvigis Benítez. Finalmente, para evitar su captura la tripulación del Anhambay lo encalló en la ribera del río San Lorenzo (Matto Grosso), en un sitio denominado Alegre. El Yporá hizo varios prisioneros, entre ellos el segundo del Anhambay, que trasladó a Asunción, donde arribó el 14 de enero de 1865.
Dos días después, el 16 de enero, zarpó de Asunción con destino a Humaitá llevando a remolque a las chatas Cerro León y Coímbra que transportaban un regimiento de artillería, el primero de varios viajes con destino a Humaitá transportando refuerzos, pertrechos y víveres.

### Ofensiva en el río Paraná
El 11 de abril de 1865 zarpó de Asunción con destino a la ciudad de Corrientes una flotilla compuesta por el Tacuarí, el Paraguarí, el Marques de Olinda, Ygurey y el Ypora. En la mañana del 13 de abril la escuadrilla al mando de Pedro Ignacio Meza se presentó en aguas de la ciudad argentina y tras un breve enfrentamiento capturó los vapores Gualeguay y 25 de Mayo que permanecían fondeados en desarme por reparaciones, y sin que mediara conocimiento de la ruptura.
Tras remolcar los buques capturados a Ita Pirú, colaboró en el pasaje de las tropas paraguayas al territorio argentino, partiendo luego a Asunción en mayo de 1865.
El 8 de junio de 1865 escoltó junto al Marques de Olinda, el Paraguari, Ygurey, Jejuí, Salto Oriental, Río Blanco y Paraná al Tacuarí, que transportaba al mariscal Francisco Solano López y su estado mayor a Humaitá.
A medianoche del 10 de junio la escuadra al mando del capitán de fragata Pedro Ignacio Mesa, encabezada por el Tacuarí (José María Martínez), y compuesta por el Ygurey (Remigio Del Rosario Cabral Velázquez), segundo de la escuadra, el Ypora (Domingo Antonio Ortiz), Marques de Olinda (teniente Ezequiel Robles), el Paraguari (teniente José Alonso), Jejuí (teniente Aniceto López), Salto Oriental (teniente Vicente Alcaraz), Yberá (teniente Pedro Victorino Gill) y Piraveve (teniente Tomás Pereira) partió para atacar a la escuadra brasilera apostada frente al puerto de Corrientes.
La noche antes de zarpar el comandante del Yporá Domingo Antonio Ortiz fue ascendido a teniente de marina.
Retrasados por un desperfecto en el Yberá fueron detectados por el buque Mearín en Punta de Santa Catalina.
A las 08:30 se inició el enfrentamiento entre ambas escuadras frente a la ciudad de Corrientes. En la acción, el Tacuarí, el Marques de Olinda y el Jejuí, así como tres chatas remolcadas, sufrieron serios daños.
La flota paraguaya siguió río abajo hasta las cercanías de la isla Lagraña, donde subió hasta fondear en la cercanía de la desembocadura del río Riachuelo.
El 11 de junio de 1865 se produjo la Batalla del Riachuelo, la mayor acción naval del conflicto y en la cual, pese al valor con que luchó, la escuadra paraguaya sufrió tales pérdidas que perdió toda capacidad ofensiva y quedó reducida a funciones logísticas y defensivas.

### Campañas posteriores
Tras reparar sus daños en Asunción pasó a Humaitá prosiguiendo río abajo hasta Paso de las Cuevas. En esa misión tuvo ocasión de inspeccionar el casco del vapor Paraguarí, encallado e incendiado en la acción de Riachuelo. Habiendo comprobado que podía ser recuperado, se dispuso una expedición que tras repararlo mínimamente permitió reflotarlo y transportarlo a remolque hasta Humaitá.
Junto al Piraveve entre el 31 de octubre y el 3 de noviembre de 1865 repatrió las tropas paraguayas que permanecían en posiciones fuera de su territorio.
Fue luego destinado junto al 25 de Mayo y el Olimpo a cubrir el fuerte de Tayí. Con la caída de esa posición, la artillería brasileña hundió a sus consortes mientras que el Yporá pudo retirarse a Asunción aunque con serias averías.
En febrero de 1868 fue forzado el paso de Humaitá. En los meses que siguieron, ante el inminente arribo de la escuadra brasilera fue desmantelado en Asunción y trasladado a la boca del río Manduvirá con los restantes buques sobrevivientes de la escuadra. 
El 28 de noviembre de 1868 la escuadra brasileña dejaba Villeta al mando del Barón del Pasaje capitán Delfín Carlos de Carvalho. Incluía los acorazados Bahía y Tamandare y los monitores Alagoas y Río Grande. El 29 de noviembre la escuadra imperial llegaba a Asunción y se desplegaba en persecución de la flota paraguaya. Incapaz de proseguir los acorazados por la falta de calado, los monitores continuaron el acosamiento. 
Los tripulantes del Ypora hundieron al Paraguarí atravesando uno de los pasos más angostos del río para detener a las naves brasileñas de mayor porte e hicieron lo mismo río arriba con otras 2 embarcaciones que remolcaba, el Yberá y una chalana en el paso Tobatí Tuyá y el último en Lagunita de las Salinas.
Sólo el Yporá, el Río Apa, Paraná, Salto del Guairá, Pirabebé y el Anhambay consiguieron llegar a Capilla de Caraguatay mientras a su retaguardia un batallón de marina y tropas del ejército paraguayo procuraban cerrar el río en el paso Garayo. Sin embargo, una fuerte tormenta hizo crecer al río permitiendo el paso a tres monitores brasileños que remontaron el Manduvirá rumbo a Caraguatay. 
El 18 de agosto de 1869, en cumplimiento de órdenes de Solano López, el Yporá y las restantes naves de la escuadra paraguaya fueron encalladas en las riberas del Arroyo Yhaguy e incendiadas para evitar su captura mientras sus últimos tripulantes huían por la Rinconada de Saladillo para incorporarse a las fuerzas de López.
Sus restos fueron recuperados en la década de 1980 y expuestos en el Parque nacional Vapor Cué.